# アッハッハ!〜超絶爆笑音頭〜
アッハッハ!〜超絶爆笑音頭〜（アッハッハ!〜ちょうぜつばくしょうおんど〜）は、SUPER☆GiRLSの11枚目のシングル。2014年8月13日にiDOL Streetから発売された。

## 概要
ジャケットA（CD+Blu-ray Disc）、ジャケットB（CDのみ）、mu-moショップ・イベント会場限定盤（ジャケットC、CDのみ）、mu-moショップ・イベント会場限定盤（ミュージックカード×70形態）の4種73形態。
「アッハッハ!〜超絶爆笑音頭〜」のMUSIC VIDEOは木村ひさしが監督を務め、アニマル浜口がゲスト出演した。また、クラウドファンディングの企画に参加したファン約100名、Cheeky Parade、GEM、iDOL Streetストリート生も参加した。

## 収録曲
1. アッハッハ!〜超絶爆笑音頭〜 [4:46]
作詞：Litz、作曲・編曲：大西克巳
2. ハッピー・サークル・ストリート(Song by iDOL Street All Members) [5:38]
作詞：Mio Aoyama、作曲：渡辺徹、編曲：BLUE☆BiRDS
3. アッハッハ!〜超絶爆笑音頭〜 （Instrumental） 
ジャケットBにのみ収録。
4. ハッピー・サークル・ストリート(Song by iDOL Street All Members) （Instrumental）
ジャケットBにのみ収録。

### Blu-ray Disc

#### ジャケットA
1. アッハッハ!〜超絶爆笑音頭〜（MUSIC VIDEO）
2. ハッピー・サークル・ストリート（MUSIC VIDEO）(Song by iDOL Street All Members)

## イベント
| 日程            | 公演名                                                               | 会場                                                                    | 備考 |
| --------------- | -------------------------------------------------------------------- | ----------------------------------------------------------------------- | --- |
| 2014年6月29日   | イトーヨーカドー×SUPER☆GiRLS リリース記念ミニLIVE&スペシャルイベント | イトーヨーカドー葛西                                                    | ミニライブ・福引き・グループ別握手会                                                                                 |
| 2014年8月2・3日 | 発売記念 グループ別握手会                                            | avex本社                                                                | 各日3部制。mu-moショップで販売された参加券付き商品購入者対象。                                                       |
| 2014年8月12日   | 発売記念 Thanksgiving Event                                          | HMV大宮アルシェ HMVルミネエスト新宿 SHIBUYA TSUTAYA                     | グループ別握手会 |
| 2014年8月13日   | 発売記念 Thanksgiving Event                                          | タワーレコード渋谷店 タワーレコード新宿店 アキバ☆ソフマップ1号店        | グループ別握手会 |
| 2014年8月15日   | 発売記念 Thanksgiving Event                                          | SHIBUYA TSUTAYA タワーレコード横浜ビブレ店 山野楽器たまプラーザテラス店 | グループ別握手会 |
| 2014年8月17日   | 発売記念 握手会                                                      | アキバ☆ソフマップ1号店                                                  | グループ別握手会 |
| 2014年8月24日   | 発売記念 握手会                                                      | avex本社                                                                | グループ別握手会 |
| 2014年9月6日    | 発売記念 個別握手会                                                  | サンシャインシティ文化会館                                              | mu-moショップで販売された参加券付き商品購入者対象。志村・荒井・田中・渡邉幸は不参加（9月15日に振替日が設けられた）。 |
| 2014年9月7日    | 発売記念 個別撮影会・グループ別撮影会・超絶撮影会                    | 品川インターシティホール                                                | mu-moショップで販売された参加券付き商品購入者対象                                                                    |

※他、各イベントにおいてCD・ミュージックカード予約購入者対象の握手会も開催された。